# Blanfordimys afghanus
Blanfordimys afghanus es una especie de roedor de la familia Cricetidae.

## Distribución geográfica
Se encuentra en Afganistán, Irán, Tayikistán, Turkmenistán y Uzbekistán. 